# Японское оккупационное песо
Японское оккупационное песо (песо японского правительства) (англ. Peso) — оккупационная валюта, выпускавшаяся в 1942—1945 годах Японской империей для использования на оккупированной в годы Второй мировой войны территории Филиппин.

## История
8 декабря 1941 года японские войска высадились на острове Батан, а 10 декабря — на островах Камигуин и Лусон. В результате Филиппинской операции к июню 1942 года весь Филиппинский архипелаг был оккупирован японскими войсками.
В 1942 году был начат выпуск банкнот японского правительства в песо и сентаво. Филиппинское песо из обращения не изымалось и продолжало обращаться параллельно с оккупационными деньгами. Первый выпуск состоял из банкнот номиналом в 1, 5, 10, 50 сентаво и 1, 5, 10 песо. В 1943 году были выпущены новые варианты купюр номиналом в 1, 5 и 10 песо, в 1944 году — 100 песо и 500 песо. Перед концом войны японцы приступили к выпуску банкнот номиналом 1000 песо. На всех купюрах указана серия «P» (Филиппины).

## Банкноты

### Серия 1942 года
| Изображение | Номинал    | Год выпуска | Серия |
| ----------- | ---------- | ----------- | ----- |
|             | 1 сентаво  | 1942        | P     |
|             | 5 сентаво  | 1942        | P     |
|             | 10 сентаво | 1942        | P     |
|             | 50 сентаво | 1942        | P     |
|             | 1 песо     | 1942        | P     |
|             | 5 песо     | 1942        | P     |
|             | 10 песо    | 1942        | P     |

### Серия 1943-1945 годов
| Изображение | Номинал   | Год выпуска | Серия |
| ----------- | --------- | ----------- | ----- |
|             | 1 песо    | 1943        | P     |
|             | 5 песо    | 1943        | P     |
|             | 10 песо   | 1943        | P     |
|             | 100 песо  | 1944        | P     |
|             | 500 песо  | 1944        | P     |
|             | 1000 песо | 1945        | P     |